# Murray Stewart
Murray Stewart (Durban, KwaZulu-Natal, 2 de julho de 1986) é um velocista australiano na modalidade de canoagem.

## Carreira
Foi vencedor da medalha de Ouro em K-4 1000 m em Londres 2012 com os seus colegas de equipa Dave Smith, Tate Smith e Jacob Clear.